# Jausz György
Jausz György (Járek (Bács megye), 1842. július 15. – Sopron, 1888. február 5.) királyi állami felsőbb leányiskolai igazgató.

## Életútja
Jausz Frigyes (würtembergi származású) és Huth Erzsébet fia. Az algimnáziumot Újverbászon, a tanítóképzőt 1859-től 1861-ig Felsőlövőn látogatta s 1861-ben oklevelet nyert, mire egy évre Münsterbergbe (Porosz-Szilézia) ment a királyi képzőintéztbe. Hazájába visszajövén, Felsőlövőn segédtanárnak, nemsokára rendes tanárnak választották, hol 1863-tól 1875-ig működött. Ekkor a soproni felsőbb leányiskola igazgatójának hívták meg. Az iskola 1881-ben állami lett és Jausz is az állam szolgálatába lépett. A felső-vasi felekezetnélküli tanítóegyesületnek ő volt egyik alapítója s vezetője; a délmagyarországi egyesületnek tiszteletbeli tagja.
Cikkeket írt a bécsi Heimatba s a Schule und Haus-ba, a lipcsei Praktischer Schulmannba s a berlini Isisbe; programmértekezései a felső-lövői ág. ev. gimnázium Értesítőjében (1867. Über den Unterricht in der matematischen Geographie, 1870. Rousseau und Pestalozzi, eine Studie aus der Geschichte der Paedagogik.)

## Munkái
- Fibel. Vorzüglich nach der analytisch-synthetischen Lesemethode unter Mitwirkung von. M. Schranz. Für das erste Schuljahr. Mit vielen Originalbildern Bpest, 1874. (6. Auflage 1879., 7. kiadás 1880., 8. k. 1883., 9. k. 1884. 12. k. 1888., 13. k. 1889. Uo.)
- Deutsches Lesebuch für Volks- und Bürgerschulen. Uo. 1874-77. és 1888. Négy rész. (I. 4. kiadás 1879., 6. k. 1884., 7. k. 1889., 8. k. 1894. II. 4. k. 1879. 5. k. 1887. III. 6. k. 1884. Uo.)
- Grosser geograph, Schulatlas für Gymnasien, Realschulen und verwandte lehranstalten. Wien, 1875. 32 térképpel. Historiai atlasz három osztályban. (3. kiadás. Ugyanez magyar szöveggel. Uo. 1876. Ism. Századok 1878. 478. 1.)
- Német olvasókönyv a középtanodák, polgári és leányiskolák alsó oszt., valamint a tanítóképezdék használatára. Számos képpel. Bpest, 1879. Két rész (Uo. 1888. és 1890.)
- Lehr- und Lesebuch für Schüler an den vaterländischen Gewerbe- un Fortbildungsschulen. Oedenburg, 1886. (2. bőv. kiadás, Bpest, 1887.)
- Magyar tan- és olvasókönyv ipariskolák számára. J. hasonnemű német munkája után szerk. Papp József és Posch Lajos, Sopron, 1886. Az általa készített taneszközök közül fölemlítendő: Csillagászati fali térképe (Bécs).